# São Paulo-Rio Football Club
São Paulo-Rio Football Club foi uma agremiação esportiva da cidade do Rio de Janeiro. O clube participou do Campeonato Carioca de Futebol no ano de 1924.

## História
Fundado em 1910, o clube disputa a terceira divisão em 1920. Disputou a segunda divisão em 1922, 1923, 1928 e 1929 e disputou a série A entre 1924 e 1927 na Liga Metropolitana de Desportos Terrestres. Sendo que apenas a participação de 1924 é creditada pela FFERJ.